# روبرت كونروي (سياسي)
روبرت كونروي هو سياسي كندي، ولد في 1811.